# Dagzoom
Een dagzoom is de plek waar een gesteentelaag of andere geologische structuur aan het oppervlak ligt. Waar een gesteente aan het oppervlak komt, wordt het oppervlaktegesteente genoemd en zegt men dat het gesteente "dagzoomt". Als er geen vegetatie, bodem of recent zand en grind (bijvoorbeeld als colluvium) overheen ligt, zegt men dat het ontsloten is. Een dagzoom is daarom niet altijd overal ontsloten.
Een geologische kaart is een tweedimensionale projectie. De vorm van een dagzoom op een kaart is het snijvlak van de geologische laag of structuur met het oppervlak.